# マイケル・ブロッカーズ
マイケル・ブロッカーズ（Michael Brockers 1990年12月21日 - ）は、テキサス州ヒューストン出身のアメリカンフットボール選手。ポジションはディフェンシブタックル。

## 経歴

### プロ入り前
大学入学前にRivals.comから4つ星、ストロングサイドのディフェンシブエンドとして全米で10位に評価を受けた。
テキサス農工大学、テキサス工科大学、ルイジアナ州立大学から奨学金のオファーを受け、ルイジアナ州立大学へ進学した。
2009年は練習生として過ごした。2010年、LDTラザリアス・リビングストンの控えとして全13試合に出場した。アラバマ大学戦で初先発し、4タックルをあげた。2011年、全13試合に先発出場し、チーム3位の9.5ロスタックルをあげて、AP通信よりサウスイースタン・カンファレンスのセカンドチームに選ばれた。アラバマ大学とのBCSナショナル・チャンピオンシップ・ゲームではダブルチームされたが、それを突破した。
2012年1月12日、残り2年大学でプレーせず、NFLドラフトにアーリーエントリーすることを表明した。

### プロ入り後

#### セントルイス/ロサンゼルス・ラムズ

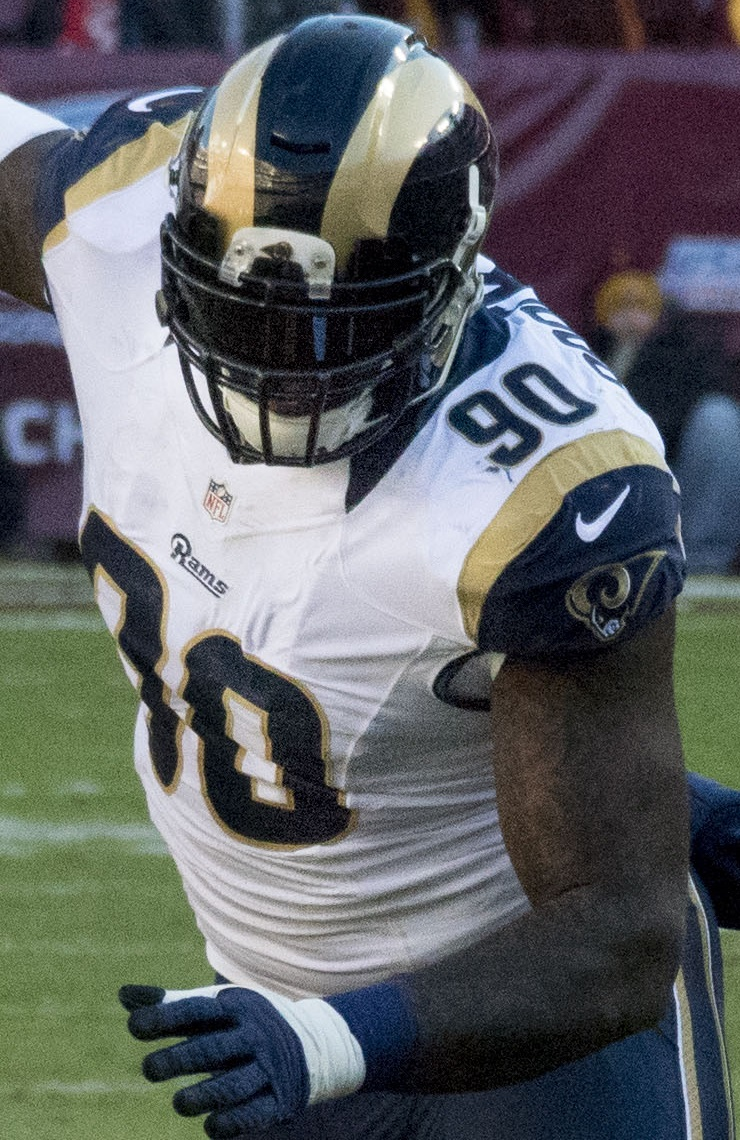
セントルイス・ラムズ時代

2012年のNFLドラフトでは1位指名有力候補として招待され、1巡全体14位でセントルイス・ラムズに指名されて入団した。6月7日に4年950万ドルの契約を結んだ。8月30日のプレシーズンゲームで右足に重度の捻挫を負った。第10週のサンフランシスコ・フォーティナイナーズ戦では1.5サックをあげた。第14週のバッファロー・ビルズ戦では1.5サック、1ファンブルフォースの活躍を見せた。
2013年シーズンは全16試合に先発し、46タックル、5.5サック、1つのファンブルフォースを記録した。
2014年シーズンも16試合に先発し32タックル、2サックを記録した。
2015年4月27日にラムズは契約オプションを行使した。この年は16試合に出場し、44タックル、3サックを記録した。
2016年9月15日にラムズと3年契約を結び直した。 この年は14試合に出場し、19タックルを記録した。
2017年シーズンは16試合に出場し、55タックル、4.5サックを記録した。
2018年シーズンは16試合に出場し、 54タックルを記録した。 チームは第53回スーパーボウルに進出し、ニューイングランド・ペイトリオッツ と対戦したが13-3で敗れた。ブロッカーズはこの試合で7タックルを記録した。

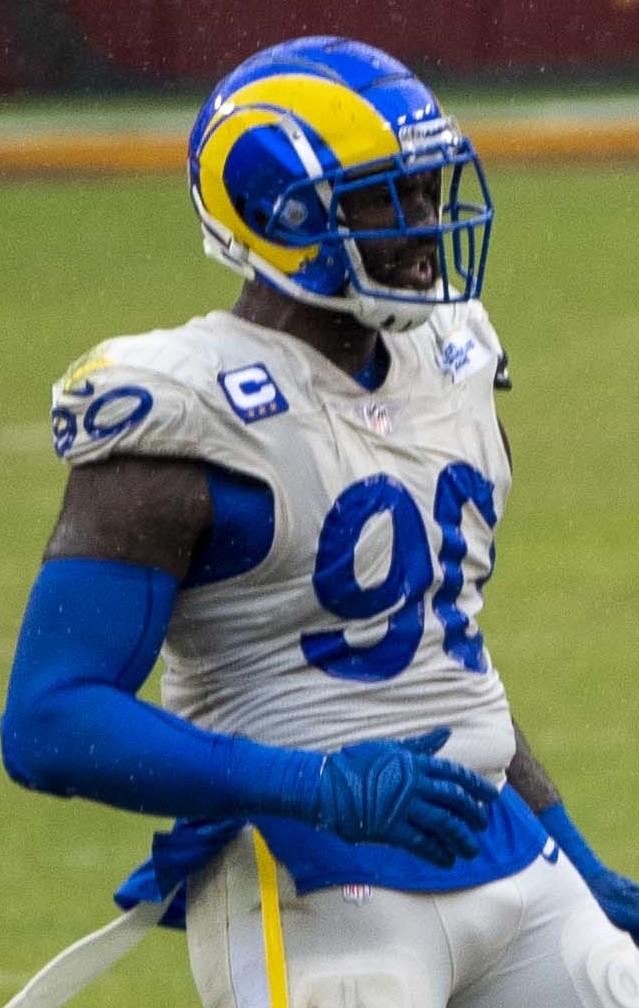
ロサンゼルス・ラムズ時代(2020年)

2019年シーズンオフに、ボルチモア・レイブンズと3年3000万ドルで契約したと報じられるが、合意に至らず破談となった 2020年4月3日にラムズと3年2400万ドルで再契約を結んだ。

#### デトロイト・ライオンズ
2021年3月17日にドラフト指名権とのトレードでデトロイト・ライオンズに移籍した。